# Peter Nidetzky
Peter Nidetzky (* 5. Juni 1940 in Wien; † 11. November 2024 ebenda) war ein österreichischer Fernsehmoderator beim ORF. Er wurde als Leiter des Wiener Aufnahmestudios der Fahndungssendung Aktenzeichen XY … ungelöst bekannt. Bis 2001 war er zudem Präsident des Landesfachverbandes für Reiten und Fahren in Niederösterreich sowie Bundesreferent für Springreiten im Bundesfachverband für Reiten und Fahren in Österreich (FENA).

## Leben

### Fernsehen
Von März 1968 bis Dezember 2002 war der ORF Koproduktionspartner der ZDF-Sendung Aktenzeichen XY … ungelöst. Als Nachfolger von Teddy Podgorski, der später zum Intendanten des ORF befördert wurde, übernahm Nidetzky ab 1972 über einen Zeitraum von 31 Jahren die Leitung des Aufnahmestudios in Wien. Aus diesem gab er Suchmeldungen der Polizei und Zuschauerhinweise aus Österreich bekannt. Darüber hinaus war Nidetzky im ORF langjähriger Teletext-Chef. Bekanntheit erlangte er auch als Co-Kommentator der ORF-Liveübertragung der ersten Mondlandung.

### Reitsport
Einmal im Jahr veranstaltete Nidetzky das Fest der Pferde in der Wiener Stadthalle, ein Reitturnier mit internationalen Prüfungen im Springreiten und nationalen Prüfungen im Dressurreiten. Die Veranstaltung war neben dem Nationenpreisturnier in Linz-Ebelsberg und dem Amadeus Horse Indoors in Salzburg das dritte CSI 4*-Turnier. 2007 nahmen insgesamt 61 Sportler aus 21 Nationen teil. Nachdem sich kein Nachfolger für Nidetzky als Turnierveranstalter gefunden hatte, war vorgesehen, 2010 (zum 25. Jubiläum) als Abschluss das Fest der Pferde als CSI 5*-Turnier auszurichten. Jedoch konnte auch dieses nicht mehr ausgetragen werden, da hierfür nötige Sponsorengelder fehlten. Nach einem Jahr Pause wurde das Turnier unter dem Namen Wiener Pferdefest von einem anderen Veranstalter fortgeführt.

### Autor
Über sein jahrelanges Engagement mit Pferden veröffentlichte Nidetzky 1991 mit dem Buch Pferdesport in Österreich eine Übersicht zu Reitsportangeboten. Bereits 1976 hatte er Pferd und Reiter 75/76. Das österreichische Jahrbuch für den Reitsport. veröffentlicht, 1977 folgte Reiten in Österreich.

### Privates
Nidetzky war verheiratet mit Brigitte und Vater zweier Kinder. Seine Tochter Katharina Nehammer ist mit dem ehemaligen Bundeskanzler Karl Nehammer verheiratet. Peter Nidetzky starb im November 2024 im Alter von 84 Jahren in seiner Geburtsstadt Wien.

## Werke
- Reiten in Österreich. Verlag Kremayr & Scheriau, Wien 1977, ISBN 978-3-218-00299-8.
- Pferdesport in Österreich. Carl Ueberreuter Verlag, Wien 1991, ISBN 978-3-8000-3358-4.
- Pferd und Reiter 75/76. Das österreichische Jahrbuch für den Reitsport. Orac Verlag, Wien 1976, ISBN 978-3-85368-824-3.
- Teletext-Denksport. Orac Verlag, Wien 1985, ISBN 978-3-85368-995-0.